# Morretes
Morretes là một đô thị thuộc bang Paraná, Brasil. Đô thị này có diện tích 684,58 km², dân số năm 2007 là 16853 người, mật độ 24,6 người/km².